# Paka
Páka je reka v osrednji Sloveniji, levi pritok Savinje. Izvira na Pohorju na jugozahodnem pobočju pod vrhom Volovice, teče najprej proti jugozahodu, nato po Vitanjskem podolju proti severozahodu, zavije na jug v ozko sotesko Huda luknja in teče po ozki dolini do Velenja. Tu se ponovno obrne proti severozahodu, pod Šoštanjem zavije spet na jug v ozko sotesko Penk, nato teče po širši dolini mimo Šmartnega ob Paki in se pod Rečico ob Paki izliva v Savinjo.
Večji desni pritoki so Polinca (Polenica), Ponikva (ponikalnica), Lepena, Velunja, Klančnica, Toplica in Šentflorjanščica, levi pritoki so Glažarica, Jeseničnica (Loka), Trebušnica ter Lokoviški in Hudi potok.

## Opis reke
Paka ima med slovenskimi rekami eno najbolj raznovrstnih poti, saj na vsakih nekaj kilometrov povsem spremeni smer toka in preide v povsem drugačno pokrajino. Na začetku teče po značilni pohorski grapi, ki se neizrazito začenja v gozdu na jugozahodnem pobočju Volovice in jo je izdolbla v pohorske metamorfne kamnine (blestnik, gnajs) ter je usmerjena proti jugozahodu v dno Vitanjskega podolja. Dolina je sprva plitva in večinoma poraščena z gozdom, pod samotnimi kmetijami naselja Paka pa se strmo spusti za okoli 150 m in dolinsko dno se po toku navzdol nekoliko razširi. Dno podolja doseže med Sp. Doličem in Sr. Doličem in se takoj obrne proti severozahodu, a že po nekaj sto metrih toka preide na triasni dolomit, za katerega so značilna strmejša dolinska pobočja. V Sr. Doliču dobi prva dva večja pritoka, Polinco s Pohorja in Glažarico s Paškega Kozjaka, in pri G. Doliču z desne še majhen potok Movžanko, ki se je v nizkem dolomitnem hribovju zajedla globlje od sosednje Mislinje onstran izrazito asimetričnega razvodja in jo skoraj pritegnila na paško stran.
Tu se dolina Pake navidezno skoraj zaključi, toda reka ponovno spremeni smer in se zaje v ozko sotesko Huda luknja med strma gozdnata pobočja Tisnika (786 m) in Pečovnikovega vrha (794 m). V srednjetriasnem apnencu in dolomitu je izdolbla dober kilometer dolgo sotesko, ki pa je tako ozka, da v njej nekoč ni bilo prostora niti za cesto. Z desne strani se v soteski steka v Pako manjša ponikalnica Ponikva, ki teče sprva po neprepustnih miocenskih peščenjakih in laporjih, na stiku z apnencem pa izgine v podzemlje in se po kratkem toku spet prikaže v jami Huda luknja, iz nje pa steče neposredno v Pako.
Dolvodno od soteske se dolina Pake le nekoliko razširi, saj se mora do Šaleške doline prebiti še skozi več vzporednih apnenčastih in dolomitnih hrbtov Paškega Kozjaka. Na kratko razdaljo se menjavajo ozki in nekoliko širši odseki, ves čas pa se nad dolino dvigajo strma gozdnata pobočja, tako da je le malo prostora za naselja .
Popolna sprememba v pokrajinski sliki nastopi nekoliko nad Velenjem, kjer Paka izstopi iz ozke in redko poseljene doline v širšo in gosto poseljeno Šaleško dolino. Skozi Velenje še teče v dosedanji jugozahodni smeri, na južnem robu kotline pa zadene na šoštanjski prelom in se obrne proti severozahodu ter teče tik ob južnem robu kotline po izrazito industrializirani pokrajini (tovarna Gorenje, premogovnik Velenje oziroma jašek Preloge, termoelektrarna Šoštanj) do Šoštanja. Na tem delu je Paka nekoč dobivala desne pritoke Lepeno, Sopoto in Velunjo, a se zdaj stekajo v umetna jezera, ki so nastala z grezanjem površja zaradi rudarjenja: Lepena v Škalsko, Sopota v Velenjsko in Velunja v Družmirsko jezero. Slednji dve jezeri se s kratkima jezernicama stekata v Pako, del vode iz Družmirskega jezera odvzemajo tudi za potrebe termoelektrarne.
Na tem odseku in skozi mesto Velenje je reka popolnoma spremenjena, pod Šoštanjem pa se razmere spet temeljito spremenijo. Z desne pritečejo vanjo še potoki Klančnica, Toplica in Šentflorjanščica, nato pa se Paka ponovno obrne za 90° proti jugu in se zaje v ozko sotesko Penk, ki jo je zarezala v triasne dolomite in oligocenski andezitni tuf Skornskega hribovja na zahodni ter Ložniškega gričevja na vzhodni strani. Tudi v tej soteski je komaj prostora za reko, cesto in železnico, a že pri vasi Gorenje se dolina v mehkejših in mlajših kamninah spet razširi in usmeri proti jugovzhodu. V tem delu teče Paka tik mimo Šmartnega ob Paki in se malo naprej pri vasi Rečica ob Paki izlije v Savinjo.

## Hidronim in etimologija
Po mnenju jezikoslovca F. Bezlaja naj bi ime reke izviralo iz starega slovanskega pridevnika paká oziroma opakъ, kar naj bi pomenilo neko oznako zemljepisne lege. Iz istega korena bi lahko bil prislov òpak v prekmurskem narečju (narobe, nasprotno). 
Druga možnost pa bi lahko bila v pomenu »opaka rijeka, u kojoj se utapaju ljudi ili stoka«, to je v pomenu zla reka,, kar je enak pomen kot v hrvaškem jeziku »koji je spreman, kadar činiti zlo, zao« 
Jezikoslovec Marko Snoj izvaja izvor imena iz slovanske besede páka (voda) = v nasprotno smer tekoča voda, kar vsebuje po njegovem mnenju žensko obliko slovanskega pridevnika pákъ = obrnjena v nasprotno smer. Njegova razlaga izhaja iz dejstva, da, gledano iz Dravske doline, Paka dejansko teče v nasprotno stran od npr. Mislinje. Po njegovem mnenju naj bi bilo s tem pomenom povezano tudi občno ime páka (= vzpetina), s katere teče voda v nasprotno smer. Zemljepisno ime Paka se res pojavlja na prelazih, od koder vode tečejo v nasprotnih smereh, npr. Paka pri Predgradu, prelaz Pack med Koroško in Štajersko, kraj Paka na Hrvaškem, Stará in Nová Paka (Češka), itd.

## Hidrogeografija
Na 40 km dolgi poti od izvira do izliva Paka neprestano spreminja svoj videz in tudi hidrografske značilnosti: na nekaterih odsekih je hitro tekoča reka v ozki soteski, kjer se skoraj naravnost iz struge dvigajo strma, gozdnata pobočja, spet drugje je mirno tekoč vodotok, ki se vije po poplavni ravnici med njivami in travniki, na poti skozi Šaleško dolino pa je spremenjena v pust in neprivlačen umetni kanal. Razen v tem delu in v spodnjem toku je njena struga večinoma v dobrem naravnem stanju, bregovi so obrasli z grmovjem in drevjem in tudi njena voda je bistveno manj onesnažena kot nekoč.
Paka ima alpski tip dežno-snežnega režima s prvim viškom novembra (obilne jesenske padavine in manjše izhlapevanje), drugi, manj izrazit višek je v mesecu aprilu. Zlasti izrazit je poletni nižek avgusta, manj izstopa zimski nižek v januarju in februarju, ki je predvsem posledica snežne retinence. Ob izrazitejših poletnih sušah Paka skorajda presahne, kar je nekoč predstavljalo določeno težavo za termoelektrarno v Šoštanju, ki je včasih porabila veliko vode za hlajenje, ob poletnih neurjih pa lahko v nekaj urah močno naraste in se razlije iz struge po poplavni ravnici. V obdobju 1971–2000 so na vodomerni postaji v Rečici ob Paki izmerili najmanjši pretok 6. avgusta 1993 (0,34 m3/s), največji pretok pa v tem obdobju ob poplavi 25. septembra 1973 (271 m3/s). Na vodomerni postaji v Šoštanju so največji pretok (112 m3/s) izmerili ob poplavi 1. novembra 1990. Kljub precejšnjim strminam na Pohorju in Paškem Kozjaku ima Paka razmeroma majhen specifični odtok (19,9 l/s/km2), a že veliko nižji odtočni količnik kot naše alpske reke (46,2 %).
Glede poplav Paka sicer ni tako nevarna kot njene bližnje sosede (Mislinja, Savinja, Hudinja), a se lahko vseeno hitro spremeni v podivjani hudournik, kar je večkrat tudi pokazala v zadnjih desetletjih. Na opozorilni karti poplav, ki jo pripravlja ARSO, ob Paki sploh ni zarisanih poplavnih območij, saj se je očitno pozabilo na razdejanje, ki ga je povzročila poplava 5. junija 1954. Takrat (popoldne in zvečer, 4. junija) se je nad Paškim Kozjakom 'utrgal oblak', da so »... z bliskom in gromom združeni silni deževni curki delovali na človeka, kot bi stal pod jezom ali slapom ...« ]]. Paka je zvečer prestopila bregove že nad Velenjem, poplavila ves osrednji del Velenja, takratna polja in travnike med Velenjem, Pesjem in železniško progo, kjer je zdaj niz industrijskih objektov, poplavila je tudi gradbišče šoštanjske termoelektrarne, večji del Šoštanja in tamkajšnjo usnjarno. Kjer je danes Titov trg v Velenju, je bilo do 80 cm vode, ki je močno poškodovala 56 lokalov in 117 stanovanj, v Šoštanju 63 stanovanj in 36 lokalov. Izjemen naval vode po strugi Pake je zajezil vse ostale pritoke v Šaleški dolini, da so se razlili po celotnih poplavnih ravnicah ob spodnjem toku. Da je Paka kljub regulacijam še vedno neukročena, se je pokazalo tudi ob poplavah 1. novembra 1990, ko »... Velenja in Šoštanja sicer ni poplavila, saj je po široki regulirani strugi dobesedno zdrvela skoznju, je pa silovit dotok vode zajezil narasle vode desnih pritokov Šentflorjanščice in Toplice, tako da je poplavilo več stanovanjskih hiš.«  Paka je močno grozila tudi ob poplavi 5. novembra 2012, ko je na mnogih mestih poškodovala brežine in poplavila tudi nekaj površin v Velenju, po regulirani strugi pa je skozi mesto drla kot kalen divji hudournik. Največji izmerjeni pretok je tega dne znašal v Šoštanju 85,6 m3/s, kar je bilo komaj tri četrtine največjega doslej izmerjenega pretoka (1. novembra 1990: 112 m3/s) 

## Kakovost vode
Nekaj desetletij nazaj je bila Paka dolvodno od Velenja mrtva reka, ena najbolj onesnaženih rek v celotni Sloveniji. Vanjo so se neposredno stekale komunalne odplake, odpadne vode iz rudnika in vse močnejše industrije, njena voda pa je močno obremenjevala tudi Savinjo v Spodnji Savinjski dolini. Komunalno podjetje Velenje je že leta 1990 zgradilo prvo fazo skupne čistilne naprave na levem bregu Pake tik pod Šoštanjem, v naslednjih 15 letih pa so obnovili kanalizacijsko omrežje in ga razširili v vsa hitro rastoča naselja v dolini. Drugo fazo čistilne naprave so zgradili v letih 2004–2006 in ima zmogljivost 50.000 populacijskih enot.
Od leta 2011 je v teku projekt Odvajanje in čiščenje odpadnih voda v Šaleški dolini v vrednosti 3 milijonov evrov, ki ga sofinancirajo  Kohezijski sklad EU, državni proračun ter mestna občina Velenje in občina Šoštanj, zaključil pa se bo leta 2015. Zgradili bodo še 8 km manjkajočega kanalizacijskega omrežja, s čimer bodo v centralno čistilno napravo odvajali veliko večino komunalnih odplak ter predhodno obdelane tehnološke odpadne vode iz industrijskih obratov, kar bo še izboljšalo kakovost vode v Paki in njenih pritokih.
Termoelektrarna Šoštanj je bila nekoč zelo velik porabnik vode iz Pake in so jo odvzemali neposredno iz reke tik ob termoelektrarni. Po uvedbi zaprtega krogotoka tehnološke vode se je poraba vode bistveno zmanjšala, večino potrebne vode pa zdaj dobijo iz Družmirskega jezera in lastnega zajetja v Topolšici, hkrati so se močno zmanjšale količine odpadnih vod. Z modernizacijo proizvodnje in uvajanjem zaprtih krogotokov tehnološke vode so močno zmanjšali porabo vode tudi v ostalih dveh največjih porabnikih, tovarni Gorenje in rudniku lignita. Nekoč je bila velik porabnik vode, predvsem pa onesnaževalec, tudi usnjarna v Šoštanju, ki pa so jo leta 2002 zaprli.
Po uradnih podatkih stalnega monitoringa rek, ki ga izvaja ARSO, je Paka v dobrem kemijskem stanju in večinoma tudi v dobrem ekološkem stanju, razen na odseku pod Velenjem in Šoštanjem, kjer je njeno ekološko stanje zmerno zaradi vsebnosti težkih kovin (molibdena).

## Ljudje in reka
Nekoč je bila Paka za ljudi ob njej zelo pomemben vir energije in je poganjala veliko število žag in mlinov. Številne žage so bile v zgornjem toku, ki pa so lahko delovale le ob večjih pretokih, mnogo mlinov in žag je bilo tudi v Šaleški dolini in ob spodnjem toku. Leta 1820 je bilo na Paki v Šaleški dolini kar 13 mlinov, 9 stop in 9 žag, v celotni dolini pa skoraj 50 vodnih obratov, še po koncu 2. svetovne vojne je delovalo 15 žag in mlinov, nato pa so v nekaj letih utihnili.
Med gradnjo novega Velenja, ki so ga v začetku gradili udarniško, je bilo treba urediti tudi Pako na odseku skozi mesto in del tega so opravili domačini s prostovoljnim, udarniškim delom: »Največja udarniška akcija Velenjčanov se je pričela 2. septembra 1956, ko so začeli z regulacijo reke Pake. Odziv je bil množičen, saj so opravili 36.145 delovnih ur, uredili 270 metrov nove struge Pake in pri tem izkopali 10.000 m3 zemlje. 2. junija 1957 so nadaljevali z regulacijo Pake in v 67 dneh opravili 54.441 delovnih ur. Dela se je udeležilo 2.653 ljudi, kar je pomenilo 70 % vseh prebivalcev, v 45 dneh pa so Velenjčani regulirali 700 metrov struge Pake.« 

## Varstvo narave
Nekateri odseki Pake so popolnoma antropogeno preoblikovani, v zgornjem toku do iznad Velenja je struga v bolj ali manj naravnem stanju in zavarovana kot naravna vrednota lokalnega pomena; vse od Srednjega Doliča do Pake pri Velenje teče skozi območje Natura 2000 (Huda luknja). V soteski Huda luknja je poleg kraške jame istega imena in ponikalnice Ponikva še vrsta drugih zanimivih kraških pojavov, zaradi česar je območje zavarovano kot naravna vrednota državnega pomena. Ob njenem desnem pritoku Movžanki pri Gornjem Doliču so v dolomitnem površju ob potoku biološko bogati mokrotni travniki, ki so prav tako zavarovani kot naravna vrednota državnega pomena.
Tudi pod Šoštanjem je struga v bolj ali manj naravnem stanju, v soteski Penk je Rotovnikova jama, zavarovana kot naravna vrednota državnega pomena. Nekoč mrtva reka je po izgradnji čistilnih naprav ponovno oživela; zdaj v njej mdr. živijo klen (Leuciscus cephalus cephalus), mrena (Barbus barbus), podust (Chondrostoma nasus nasus), krap (Cyprinus carpio) in rdečeperka (Scardinius erythrophthalmus), v zadnjih letih so se v čistejšo vodo naselile tudi ščuke (Esox lucius), potočna postrv (Salmo trutta) in sulec (Hucho hucho).